# Festival di Castrocaro 1965
Il 9º festival di Castrocaro si tenne al Padiglione delle feste di Castrocaro Terme il 9 ottobre 1965.

## La manifestazione
Il festival fu organizzato dalla Gi.Ra. di Gianni Ravera.
Ogni cantante fu in gara con due brani (tranne le due riserve), ma ogni esecuzione degli stessi viene votata singolarmente, per cui i due vincitori, a pari merito, lo sono con una sola canzone: Luciana Turina con Come ti vorrei e Plinio Maggi con Se le mie parole non bastano. Come da regolamento, i due vengono ammessi alla successiva edizione del Festival di Sanremo, dove non avranno molta fortuna.
Oltre ai vincitori, anche altri cantanti tra i 10 finalisti otterranno un contratto discografico: tra essi i più noti sono Giuseppe Gidiuli (che inciderà per la Jolly e parteciperà al Festival di Sanremo 1967 in coppia con Domenico Modugno), Patrizia Borgatti (messa sotto contratto dalla Dischi Ricordi), Gianna Mescoli (Polydor), il napoletano Antonio Miranda (che inciderà per la CGD) e, soprattutto, la futura cantante dei Circus 2000, la torinese Silvana Aliotta, che classificandosi al 2º posto, inciderà per la Odeon proprio Caro Johnny.
La serata del festival, presentata da Mike Bongiorno, fu trasmessa in differita sul programma Nazionale della Rai lunedì 11 ottobre, due giorni dopo lo svolgimento della competizione.

## I cantanti partecipanti
| Cantante               | Casa discografica | Canzoni                                                     |
| ---------------------- | ----------------- | ----------------------------------------------------------- |
| Alessandro Dall'Olio   |                   | Amerai solo me e Chi ama                                    |
| Silvana Aliotta        | Odeon             | Caro Johnny e I tuoi anni più belli                         |
| Giuseppe Gidiuli       | Joker             | La casa del sole e Da quando sei andata via                 |
| Patrizia Borgatti      | Dischi Ricordi    | Niente resterà e Una luce d'amore                           |
| Plinio Maggi           | Meazzi            | Se le mie parole non bastano e Questa sera non ci lasceremo |
| Gabriella Menghini     |                   | Quando sarai più grande e Ho capito che ti amo              |
| Antonio Miranda        | CGD               | Andalusia e 'O sole mio                                     |
| Gianna Mescoli         | Polydor           | Voglio che tu conosca il mio ragazzo e Più di ieri          |
| Roberto Rende          |                   | Anima e Passo e chiudo                                      |
| Luciana Turina         | CGD               | Come ti vorrei e Ieri oggi domani                           |
| Alfonso Belfiore       |                   | Ascolta mio Dio                                             |
| Anna e Angela Mazzanti |                   | Chi vede te e È colpa mia                                   |

Eliminati nelle fasi precedenti: Edoardo Bennato,